# Gemeentehuis van Haaltert
Het gemeentehuis van Haaltert bevindt zich in de Hoogstraat, de belangrijkste verkeersweg die het dorp doorkruist.

## Geschiedenis
Tot 1900 vergaderde de gemeenteraad in de herberg 'Het Kanton' dat gelegen was in de Hoogstraat. Er wordt gefluisterd dat die gesprekken het liefst "gansch afzonderlijk en verwijderd" werden gehouden omdat deze niet altijd volgens het boekje verliepen. In 1902 werd uiteindelijk het gemeentehuis ingehuldigd, en dat werd dé blikvanger van de Hoogstraat. Op de ingemetselde steen stond te lezen "Gesticht ten jare OHJC 1902". Rechts van het gemeentehuis was de verblijfplaats van de champetters, en daar werd het stempelgeld uitgereikt.
In 1970 bleek het onvoldoende functioneel en dus werden de gemeentelijke diensten overgebracht naar gebouwen op het Sint-Goriksplein. Het oude gemeentehuis in de Hoogstraat kreeg de functie van mini-cultureel centrum, tot de gemeenteraad in 1976 besloot om het te verkopen. Luttele tijd nadien ging alles tegen de vlakte. In 1996, onder toezicht van toenmalig burgemeester Valentine Tas, werd de eerste steen gelegd van het nieuwe administratief centrum, gekend als het huidige gemeentehuis. De inhuldiging volgde in 1998. Het gemeentebestuur nam hiervoor architectenbureau Talboom onder de arm. Tot 1967 stond de gemeenteschool op dit stuk grond. Die werd gesloopt na de fusie met het Sint-Maarteninstituut.

## Trivia
- Vooraan het gemeentehuis staat een grote trap die geliefd is als fotolocatie voor wie in het huwelijksbootje stapt. Enkele bekende Vlamingen die hier in het huwelijksbootje stapten, zijn Mathias Vergels en Andy Peelman.[1][2]

## Fotogalerij
- Oud gemeentehuis Hoogstraat 1960

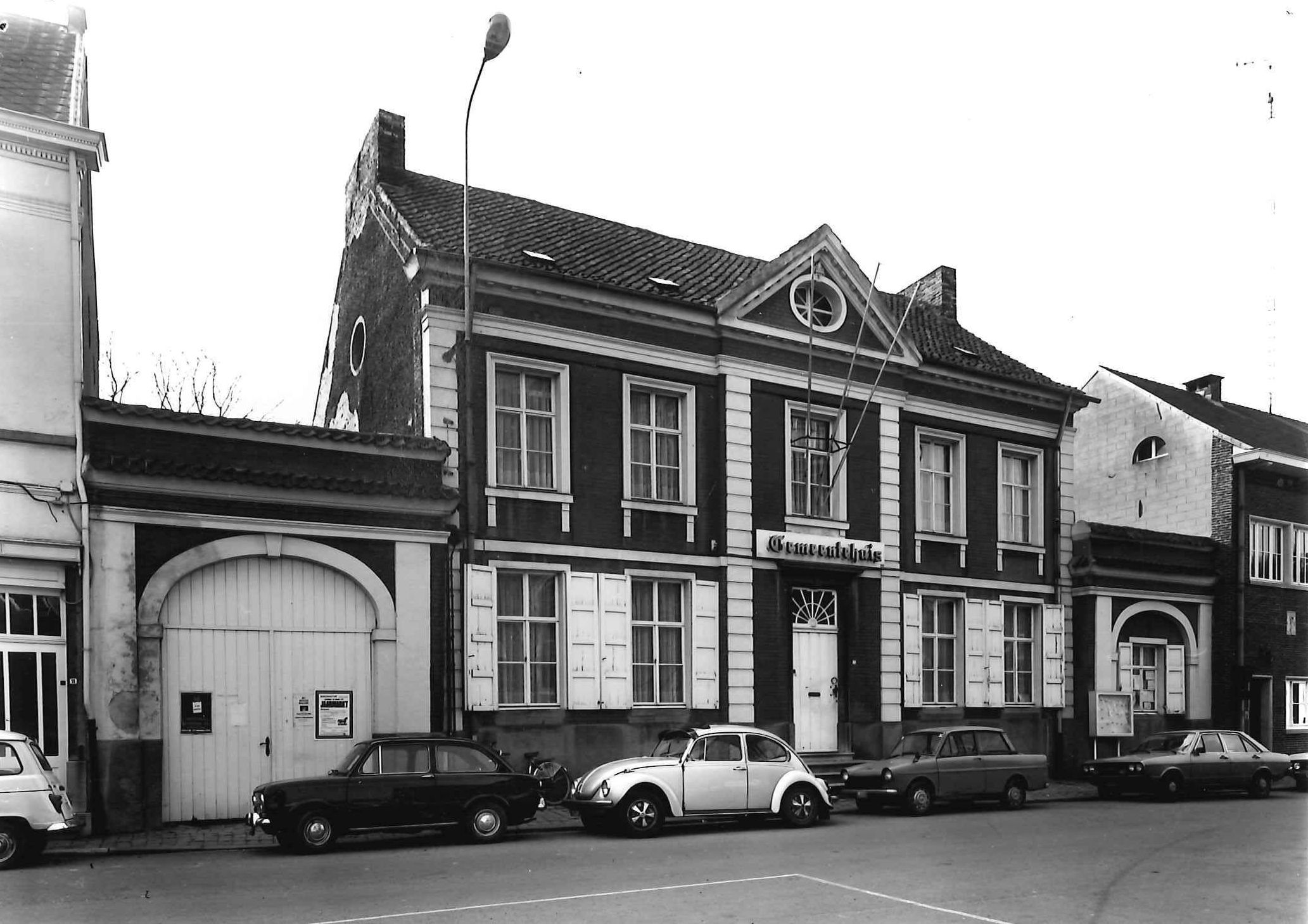
Het gemeentehuis op het Dorp, 1976
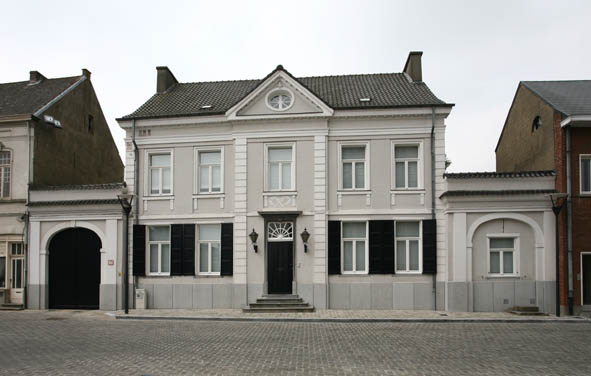
Het oud gemeentehuis op het Sint-Goriksplein, 2007
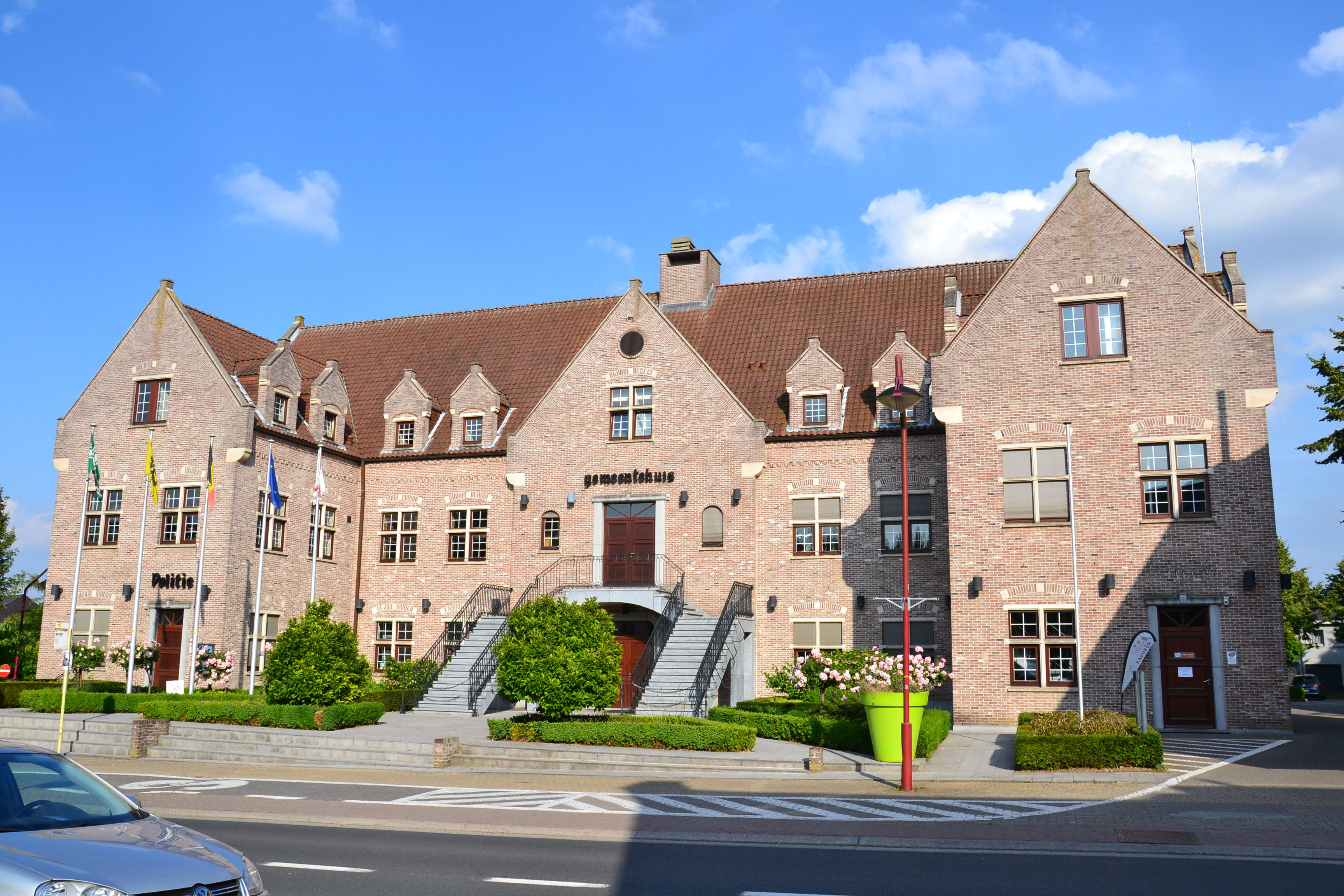
Het administratief centrum op de Hoogstraat vandaag